# オーウェン・クイン
オーウェン・Ｊ・クイン （Owen J. Quinn、1941年 - ） は、ニューヨーク州ブロンクス区出身の男性。1975年7月22日、ワールドトレードセンターのタワーの一つからパラシュートで飛び降りることに成功した初めての人物として知られる。

## 生い立ち
ニューヨーク・プレスのC.J.サリバンとのインタビューにおいて、クインは自身の最初の記憶を「急に全てが悪化した」ことだったと主張している。母親が病気になり長期入院していたゆえ一家には経済的余裕がなく、父親はクインと彼の妹を6年間孤児院に入れなければならなかった。その後母親が回復し、一家はハイブリッジ地区に引っ越した。事態は好転したと思われたが、彼らの生活は相変わらず厳しいものだった。クインは路上生活の中でトラブルに巻き込まれることを嫌い、学校にも嫌気がさし、15歳で日雇いの仕事を始めた。
クインは19歳で商船に入隊し、海の上が自分の適所だと感じた。二度世界を航海した後、妻のロザンと1962年に結婚した。1966年にベトナムの商船海軍の任務に就いた。クインは、第一子が生まれたら定住しようと決め、ニューヨークに戻って建設業に身を投じた。クインは港湾労働者の組合で職を得て、ワールドトレードセンターで働いた。ワールドトレードセンターのモデルを見た後、クインはその建築上の偉業の重要性に気を向けることは無かったものの、その建築物が提供した壮大なベースジャンピングの機会に注目した。その当時、クインは既にパラシュートの経験が豊富だった。クインはインタビューで、1964年のパラシューティングを述懐している：「単なる好奇心だったんです。僕はただ飛行機から飛び降りたかった。飛び降りてみて、それが大好きだとわかったんです。その時、これで死んだとしても、僕はやりたいことをやってるんだ、と思いました」。

## ワールドトレードセンターでのジャンプ
1975年、クインは友人のマイク・セルジオとともに、建築作業員に変装し、パラシュートをダッフルバッグに入れて工具で隠しながら、ワールドトレードセンターのノースタワーを登っていった。彼がノースタワーを選んだのは、そこには展望台があったからだという。彼らは屋上から一つ下の階で警備員に出くわしたが、セルジオが話術で警備員を引きつけている間にクインは屋上へと進み、パラシュートを装着した。後にクインは、「15フィート（＝約4.6メートル）ほど後ろに下がってから、最後の最後まで速く走った」と語っている。クインと合流していたセルジオはカメラを取り出してその様子を撮った。その写真を「The Point of No Return」と呼んだ。その写真の中で、クインは青いフットボール用のジャージを着ており、そこには聖書の一節が書き加えられている：「イエスは彼らを見つめて言われた、『それは人にはできないことです。しかし、神はどんなことでもできます』（マタイによる福音書 19:26）」。
飛び降り直後の様子をクインは次のように語っている。「パラシュートを開けて気がついたら僕は浮かんでいて、窓越しに秘書さんが見えました。彼女は口をぽかんと開けていました。僕は建物の方を向いて、川の風に煽られにくくしました。着地した時、警官たちは雪に飛び込むように僕に覆いかぶさってきました」。
着地した後、クインはニューヨークのポート・オーソリティ（NYPD）にエルムハースト医療センターとセント・ヴィンセント医療センターの二つの病院に連れて行かれ、精神鑑定を受けた。病院で彼は記者団に対し、貧しい人々の窮状に注目してもらうためにジャンプしたのだと述べた：「みんなが一ヶ月のうち一回の食事をしないことにして、その分のお金を貧しい人々に送ったら、状況を改善できるだろう」。結局、彼は精神鑑定で正気だと判定され、不法侵入、治安紊乱、過失傷害の三つの罪で改めて逮捕された。クインは1年の間に19回も出廷したが、最終的には不起訴になった。

## その後
1978年、クインはアメリカゲーム番組「To Tell The Truth」に出演した。
その後もクインはチームを組んでスカイダイビングを続け、飛行機の翼の上を歩いたり、曲芸飛行ショーに参加したりした。港湾での労働は続けていたが、仕事中の負傷により早期退職を余儀なくされた。